# هورکا و ستاره پاکی
هورکا و ستاره پاکی (به چکی: Horka u Staré Paky) یک منطقهٔ مسکونی در جمهوری چک است که در ناحیه سمیلی واقع شده‌است. هورکا و ستاره پاکی ۲۵۲ نفر جمعیت دارد و ۵۰۳ متر بالاتر از سطح دریا واقع شده‌است.